# Schlesischer Konvent
Der Schlesische Konvent war ein Parlament in Österreichisch-Schlesien nach der Märzrevolution 1848.

## Geschichte
Im HRR bestand seit dem Mittelalter der Schlesische Fürstentag. Mit dem Ersten Schlesischen Krieg fiel der größte Teil Schlesiens 1742 an Preußen. Lediglich das Herzogtum Troppau und das Herzogtum Teschen blieben bei Österreich und wurden als Herzogtum Schlesien zusammengefasst. 1782 wurde Österreichisch-Schlesien mit Mähren zusammengefasst. Es bestand damit ein Fürstentag, der die Stände der vier schlesischen Fürstentümer (Bielitz, Teschen, Neisse, Zator) sowie die Troppauer und Jägerndorfer Stände repräsentieren sollte.
Mit der Märzrevolution wurde auch in Schlesien die Forderung nach einer frei gewählten Volksvertretung laut. Mit kaiserlichen Reskripten vom 18. und 28. März 1848 wurde die Umwandlung des Fürstentags in eine Landesvertretung (und zugleich die Umbenennung in „Schlesischer Konvent“) sowie die Schaffung einer Provinzialverfassung genehmigt.
Am 9. Mai 1848 beschloss der Konvent die Aufstockung auf 27 Mitglieder. Davon sollten je neun Sitze auf die Großgrundbesitzer, auf die Vertreter der Städte und auf die der Dörfer entfallen. In den drei Kurien sollten folgende Wahlbestimmungen gelten:
- Großgrundbesitz: fünf Abgeordnete sollte der bisherige Fürstentag stellen, fünf sollten aus den Fürstentümern Teschen und Bielitz und sechs aus den Fürstentümern Troppau, Jägerndorf und Neisse bestimmt werden.
- Bei den Städten sollten drei Abgeordnete aus Troppau, jeweils zwei aus Teschen, Bielitz sowie gemeinsam auf Freiwaldau, Weidenau und Jauernig gewählt werden. Einen Abgeordneten stellten Friedek und Freistadt gemeinsam, und jeweils einen Jägerndorf, Zuckmantel, Wagstadt, Freudenthal, Bennisch und Wigstadtl.
- Die Dörfer waren in drei Wahlkreise aufgeteilt. Zwei Abgeordnete stellte das Fürstentum Neisse, die Fürstentümer Troppau und Jägerndorf sowie acht die Bezirke Bielitz und Teschen.

Am 31. Mai 1848 wurde der Konvent gemäß diesen Regeln gewählt und trat am 20. Juni 1848 zu seiner ersten Sitzung zusammen. Am 26. Juni beschloss der Konvent eine Vergrößerung auf 16 Abgeordnete je Wählergruppe. Anfang Juli 1848 bzw. in Teschener Schlesien am 13. Juli fanden die Ergänzungswahlen statt. Die erste Sitzung des erweiterten Schlesischen Konvents fand am 13. Juli statt.
Die erste Session fand vom 20. Juni bis 19. Juli 1848 statt. Der Konvent beschloss seine Geschäftsordnung, die Provinzialverfassung und eine Gemeindeordnung. Er behandelte den Haupt-Domestikalfond, die Ablösung des Robot, die Stellung zu Böhmen und Mähren und anderes.
Am 19. Juli erfolgte die Wahl des großen Ausschusses des erweiterten Schlesischen Konventes. Gewählt wurden fünf Vertreter der Fürsten und acht andere Abgeordnete. Dieser legte am 29. August 1848 dem Innenministerium die einstimmig verabschiedete Verfassung vor und bereitete die zweite Session vom 13. bis 18. November 1848 vor.
Mit dem Erstarken der Reaktion endete die Wirksamkeit des Konventes. Am 30. Dezember 1849 wurde vom Kaiser eine oktroyierte Verfassung erlassen. Danach sollten 30 Abgeordnete (10 Höchstbesteuerte, 10 Städte, 10 Dörfer) gewählt werden. Aber selbst diese Verfassung, die weit hinter die 1848er Forderungen zurückfiel, sollte keine Anwendung finden.
Mit dem Silvesterpatent wurde der große Ausschuss aufgehoben. Vom 22. März 1852 bis zum 3. April 1861 regierte der Statthalter Josef Ritter von Kalchberg und der engere Ausschuss des verstärkten öffentlichen Konventes (Konventualausschuß). 1861 wurde der Schlesische Landtag als Legislative ins Leben gerufen.